# 罗肖恩·麦克劳德
罗肖恩·麦克劳德（英語：Roshown McLeod，1975年11月17日—），美国NBA联盟职业篮球运动员。他在1998年的NBA选秀中第1轮第20顺位被亚特兰大鹰选中。